# Gęstość skażenia
Gęstość skażenia – ilość środka trującego lub promieniotwórczego na jednostce powierzchni skażonej. Gęstość skażenia środkami trującymi powierzchni ciała ludzkiego określa się ilością miligramów na jeden centymetr kwadratowy, a gęstość skażenia terenu i przedmiotów – ilością gramów na jeden metr kwadratowy. Taktyczną gęstość skażenia określa się w tonach na jeden kilometr kwadratowy. Gęstość skażenia promieniotwórczego określa się ilością substancji promieniotwórczej na jednostkę powierzchni i wyraża się w kiurach (Ci) na jeden metr kwadratowy lub jeden kilometr kwadratowy.